# Gail Honeymanová
Gail Honeymanová (* 1972 Stirling) je skotská spisovatelka, jejíž debutový román Eleanor se má vážně skvěle (Eleanor Oliphant is Completely Fine) získal v roce 2017 cenu Costa First Novel Award.

## Život
Narodila a vyrůstala ve Stirlingu ve středním Skotsku. Matka pracovala jako státní úřednice a otec jako vědecký pracovník. V dětství byla vášnivou čtenářkou.
Po vystudování francouzského jazyka a literatury na univerzitě v Glasgow pokračovala ve studiu na Oxfordské univerzitě postgraduálním kurzem francouzské poezie. Cítila však, že akademická kariéra by jí nevyhovovala a tak si našla práci státní úřednice v oblasti ekonomického rozvoje a poté pracovala jako administrativní pracovnice na Glasgowské univerzitě.
Tehdy se přihlásila do spisovatelského kurzu Faber Academy, kde vytvořila první tři kapitoly románu, z nichž vznikla kniha Eleanor se má vážně skvěle. Poslala je do soutěže pořádané cambridgeskou Lucy Cavendish College pro spisovatelky, které dosud nepublikovaly žádnou práci. Její debutový román, který vyšel v roce 2017, získal řadu ocenění a všeobecné uznání kritiky.

## Knihy
Román Eleanor se má vážně skvěle získal v roce 2017 cenu Novel Award, čímž Gail Honeymanová získala popularitu. Poskytla rozhor i známým deníkům jako The Guardian, The Daily Telegraph či Waterstones. Tvrdí, že s hlavní postavou románu se neztotožňuje, ale téma osamělosti se jí osobně dotýká, asi jako každého v současné době. V lednu 2018 uvedla, že pracuje na novém románu. Kniha s pracovním názvem Gail Honeyman Untitled Book 2 (nakladatelství Harper Collins) byla zařazena do seznamu s uvedeným datem vydání 12. září 2024 či 27. února 2025.